# Hr1 plus
hr1 plus (Motto: Information kompakt & Ereignis live) war ein Hörfunkprogramm des Hessischen Rundfunks und eines der sogenannten „Plus-Programme“ des HR, das als Weiterentwicklung des ersten hessischen Hörfunkprogrammes hr1 die Mutterwelle ergänzte und ein informatives Nachrichtenprogramm sendete. Seinen Sendestart hatte der Radiosender am 5. Januar 1998. Am 5. Februar 2001 wurde der Kanal in das Hörfunkprogramm hr-chronos umgewandelt. Als Weiterentwicklung des ersten hessischen Hörfunkprogrammes hr1 ergänzte hr1 plus die Mutterwelle und sendete ein informatives Nachrichtenprogramm.

## hr1 plus Programm
Viermal täglich gab es von Montag bis Freitag eine halbstündige Informationssendung (jeweils um 9:30 Uhr, 12:30 Uhr, 14:30 Uhr und 18:30 Uhr), die das aktuelle Geschehen in Hessen und der Welt zusammenfasste. In Wortbeiträge gefasst fanden sich ARD-Korrespondentangebote, Berichte und Originaltöne auch aus anderen Wellen des Hessischen Rundfunks wieder. Ergänzend bot das Informationsangebot stündliche Nachrichten sowie Kurznachrichten um 6:30 Uhr, 7:30 Uhr und 8:30 Uhr. Zwischen den Wortinformationsblöcken gab es für die Hörer eingängige, instrumental geprägte Musik. Am Wochenende waren auf hr 1plus Sendungen mit hohem Wortanteil von hr1 zu hören, wie das Kulturjournal, das Frankfurter Gespräch oder die Weltzeit. Auch Sendungen für ausländische Mitbürger wurden ausgestrahlt. So wurden diese über Mittelwellenfrequenz von Montag bis Freitag und Sonntag von 19:00 Uhr bis 22:00 Uhr und samstags von 16:00 Uhr bis 22:20 Uhr angeboten. Neben diesen Integrationssendungen übertrug hr1 plus auch Live von wichtigen Bundestags- und Landtagsdebatten oder anderen zentralen politischen Ereignissen, wie Wahlen.

## Programmschema 2001
Kurz vor der Auflösung des Programmes zugunsten des Programms hr-chronos gab es folgendes Programmschema:
| Uhrzeit   | Sendungen          | Uhrzeit   | Sendungen           | Uhrzeit   | Sendungen          | Uhrzeit   | Sendungen        |
| --------- | ------------------ | --------- | ------------------- | --------- | ------------------ | --------- | ---------------- |
| 06:00 Uhr | Nachrichten        | 09:00 Uhr | Nachrichten         | -         | Musik              | 22:35 Uhr | Nachtjazz        |
| -         | Musik              | 09:05 Uhr | hr1 plus Studiozeit | 14:30 Uhr | Nachrichten        | 23:00 Uhr | Nachrichten      |
| 06:08 Uhr | Zuspruch am Morgen | 10:00 Uhr | Nachrichten         | -         | Musik              | 23:05 Uhr | Der Tag          |
| -         | Musik              | 10:05 Uhr | Magazine            | 15:00 Uhr | Nachrichten        | 24:00 Uhr | Nachrichten      |
| 06:15 Uhr | Nachrichten        | 10:30 Uhr | Nachrichten         | -         | Musik              | 00:05 Uhr | ARD-Nachtexpress |
| -         | Musik              | 10:33 Uhr | Bonjour Berlin      | 15:30 Uhr | Nachrichten        |           |                  |
| 06:30 Uhr | Nachrichten        | -         | Musik               | -         | Musik              |           |                  |
| -         | Musik              | 11:00 Uhr | Nachrichten         | 16:00 Uhr | Nachrichten        |           |                  |
| 06:45 Uhr | Nachrichten        | 11:05 Uhr | Thema Kompakt       | 16:05 Uhr | Zeitreise          |           |                  |
| -         | Musik              | 11:30 Uhr | Nachrichten         | -         | Musik              |           |                  |
| 07:00 Uhr | Nachrichten        | -         | Musik               | 16:30 Uhr | Nachrichten        |           |                  |
| 07:05 Uhr | Zeitreise          | 12:00 Uhr | Nachrichten         | 16:33 Uhr | Wissenswert        |           |                  |
| -         | Musik              | 12:05 Uhr | Zeitreise           | 17:00 Uhr | Nachrichten        |           |                  |
| 07:15 Uhr | Nachrichten        | -         | Musik               | -         | Musik              |           |                  |
| -         | Musik              | 12:15 Uhr | Nachrichten         | 17:30 Uhr | hr1 plus Aktuell   |           |                  |
| 07:30 Uhr | hr1 plus Aktuell   | -         | Musik               | 18:00 Uhr | Nachrichten        |           |                  |
| 08:00 Uhr | Nachrichten        | 12:30 Uhr | hr1 plus Aktuell    | 18:05 Uhr | hr1 plus Kultur    |           |                  |
| -         | Musik              | 13:00 Uhr | Nachrichten         | 18:30 Uhr | Musik              |           |                  |
| 08:15 Uhr | Nachrichten        | -         | Musik               | 19:00 Uhr | Ausländerprogramme |           |                  |
| -         | Musik              | 13:30 Uhr | hr1 plus Aktuell    | 22:20 Uhr | Übernahme von hr1  |           |                  |
| 08:30 Uhr | hr1 plus Aktuell   | 14:00 Uhr | Nachrichten         | 22:30 Uhr | Sportplatz         |           |                  |

## hr1 plus Empfang
Der Radiosender war über Mittelwelle (594 kHz) in ganz Hessen empfangbar und wurde in nahezu alle Kabelnetze eingespeist; sowie in Breitbandkabelnetze der Deutschen Telekom. Darüber hinaus wurde hr 1 plus auch über Astra Digital Radio (Astra 1 C Transponder 40, Tonunterträger 6,84 MHz) europaweit verbreitet.

## hr1 plus Mitarbeiter (Auswahl)
Zu den bekannten Mitarbeitern von hr 1 plus gehörten u. a. Metin Fakioglu und Marion Kuchenny.